# 유니버설 시티워크

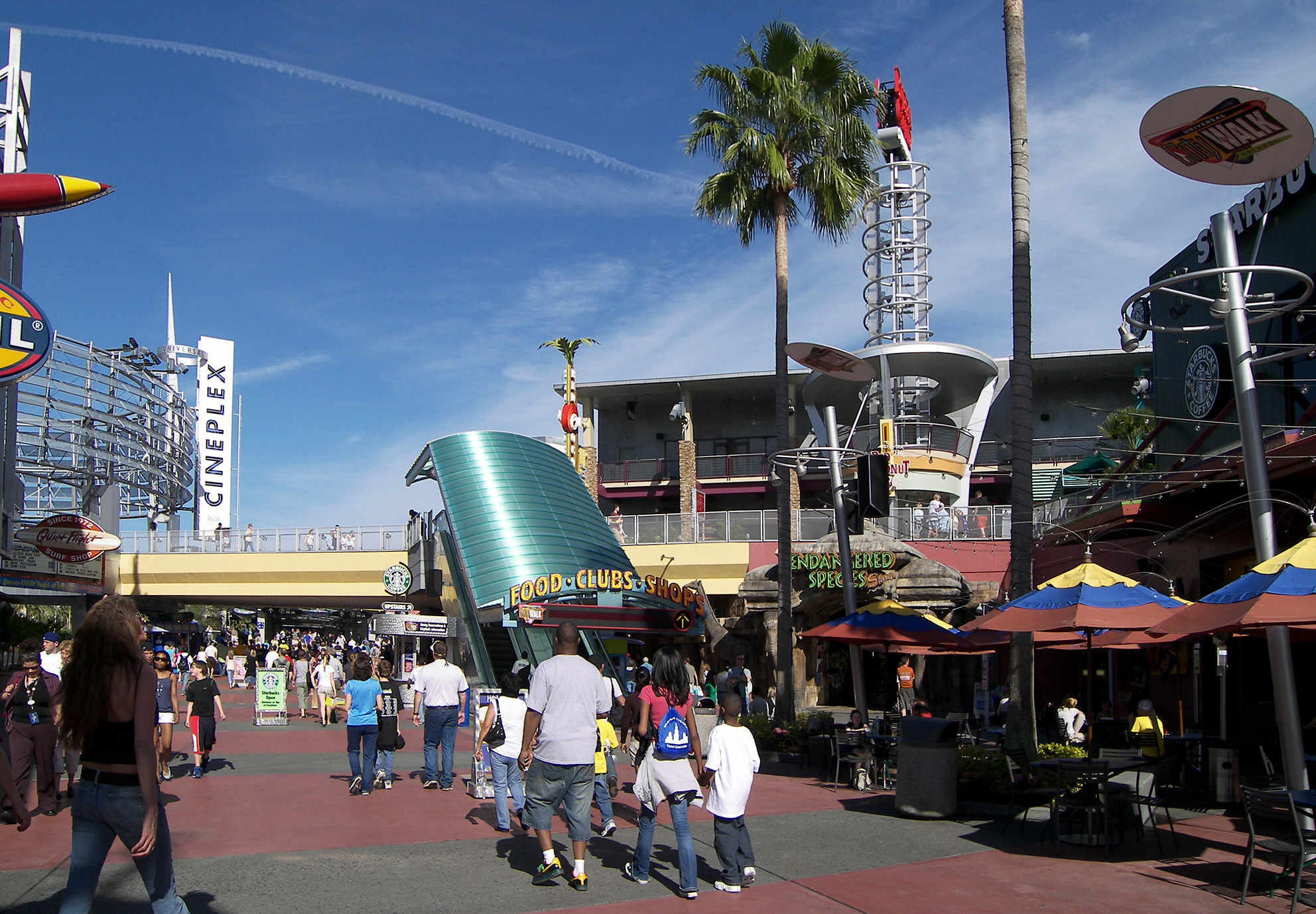

유니버설 시티워크(영어: Universal CityWalk)는 유니버설 파크 & 리조트의 테마파크에 인접한 엔터테인먼트 및 쇼핑 지역이다. 시티워크는 유니버설의 첫 번째 공원인 미국 캘리포니아주에 소재한 유니버설 스튜디오 할리우드에서의 개업으로 시작되었으며 주차장에서 테마파크로 가는 입구 및 광장 역할을 한다. 미국 플로리다주 올랜도의 유니버설 올랜도 리조트와 일본 오사카부 오사카시 유니버설 스튜디오 재팬에서도 시티워크가 있다.

## 유니버설 시티워크 할리우드
존 저디가 디자인한 시티워크는 1993년 5월 시네플렉스 오디언 근처에 개장했다.

## 유니버설 시티워크 올랜도
유니버설 시티워크 올랜도는 유니버설 스튜디오 플로리다를 오늘날 유니버설 올랜도 리조트로 변화시킨 확장의 한 요소로서 1999년에 문을 열었다. 전 유니버설 스튜디오 주차장과 입구 위에 세워졌다. 리조트 파크에 도착한 관광객은 2층 높이의 주차 구조 중 하나에 주차한 후 유니버설 불버드 위로 이동하는 보도를 통해 시티워크로 이동한다. 그곳에서 유니버설 스튜디오 플로리다 또는 아일랜즈 오브 어드벤처로 이동할 수 있다.